# خط نقل
في الهندسة الكهربائية خط النقل (بالإنجليزية: Transmission Line)‏ هو الخط الذي يستخدم لنقل القدرة الكهربية لمسافات بعيدة بجهود عالية، قيمة هذا الجهد تتناسب حسب كمية القدرة، وطول خط النقل. وتمتاز خطوط النقل على خطوط التوزيع، بجهدها العالي، وقدرتها (الكمية المنقولة) الكبيرة.

رسم توضيحي لمسار موجة في خط نقل من دون فاقد. اللون الأحمر يمثل الضغط العالي واللون الأزرق الضغط (الكهربائي) المنخفض ، والنقط السوداء تمثل إلكترونات. ينته خط النقل عند معاوقة توفيقية إلى اليمين تمتص الموجة بالكامل.

## مقدمة
في حالات التيار المستمر أو التيار المتردد منخفض التردد يمكن وصف سلوك التيار في الموصل على أساس مقاومته الكهربائية المعتمدة على طوله، ومساحة مقطعة و موصليته. ولكن عندما يصبح طول موجة الإشارات مقاربة لطول الموصل أو يكون تردد الإشارات عاليا فلا تكفي تلك الطريقة البسيطة لوصف انتقال الإشارات . تنتشر الإشارات فيما على الموصل من مكثفات وملفات بسرعة تقارب سرعة الضوء . لإغذا كانت مقاييس النظام الكهربائي كبيرة جدا، يصبح من اللازم اتخاذ زمن سير الإشارات في الحسبان وتعالجها معالجة الموجات. ويلزم لتلك الأنظمة استخدام رياضيات خاصة .
وعل سبيل المثال لجهد متردد قدره 1 جيجاهرتز في الفراغ تبلغ طول موجته نحو 30 سنتيمتر . وتلعب الظاهرة الموجية دورا أساسيا في أنظمة الحواسيب الحديثة . ونظرا إلى الترددات العالية لانتقال الإشارات فتمثل الإشارات بنبضات قصير جدا وتنتقل على تلك الصورة.
في طرق الحساب القديمة للموصلية فكانت طول الموصل لا يزيد عن نصف طول موجة الإشارة وكانت المقاومة صغيرة بحيث يمكن أخذ تلعب المجالات العرضية للموجات الكهرومغناطيسية فقط في الجسبان . فإذا كانت مقاييس الموصل كبيرة فيلزم استخدام معادلات ماكسويل لحل تلك المسائل. وهنا نطبق معادلات ماكسويل لوصف عمل أجهزة تقنية الترددات العالية، وعمل أجهزة قيادة الموجة وعمل الهوائيات.

## معادلات الموصل

دائر كهربائية تمثل موصل ذو سلكين.

يبين الشكل جزء من موصل خطي ذو سلكين نعتبر له عنصر الطول dx  ، وفيه:
ملف L′ و مكثف C′,
مقاومة R′
تفريعة G′.
ينتج من حساب الجهد الأولي
( u(x,t  والتيار الأولي ( i(x,t  , والجهد  (u(x+dx,t  والتيار  (i(x+dx,t  عند النهاية لهذا العنصر من الموصل باستخدام قانوني كيرشوف ، تنتج المعادلتين التفاضليتين للموصل (تفاصيل الحساب تجدها في معادلات التلغراف):
{\displaystyle {\frac {\partial u(x,t)}{\partial x}}=-R'\cdot i(x,t)-L'\cdot {\frac {\partial i(x,t)}{\partial t}}}
{\displaystyle {\frac {\partial i(x,t)}{\partial x}}=-G'\cdot u(x,t)-C'\cdot {\frac {\partial u(x,t)}{\partial t}}}
من مهام نظرية التوصيل حل معادلات أمثال هذا النظام من البيانات المبدئية لمختلف التطبيقات العملية التقنية للموصل وتعيين سلوك الجهد (x,t) والتيار  (i(x,t  في الموصل عند المسافة x وعند النقطة الزمنية t.

## حالة إشارات جيبية
في كثير من تطبيقات تقنية التيار المتردد وتقنية الاتصالات يكفي اعتبار تغير الجهد وتغير التيار على أنه تغير جيبي توافقي . وباعتبار ان قفل الدائرة وفتحها قد انتهي فتصبح الدائرة في حالة ساكنة ومستقرة، بمعنى أن يسري فيها إشارات جيبية (ساكنة) فقط. حينئذ يمكن تطبيق حسابات التيار المتردد المركبة، ونظرا لعدم أخذ التغير الزمني للغشارات في الاعتبار فتتبسط معادلات الموصل إلى نظام معادلات تفاضلية عادية تعطي وصفا لمطال الجهد  ( U(x  ومطال التيار ( I(x واعتمادهما على المسافة x.
{\displaystyle {\frac {\mathrm {d} U(x)}{\mathrm {d} x}}=-(R'+j\omega L')\cdot I(x)}
{\displaystyle {\frac {\mathrm {d} I(x)}{\mathrm {d} x}}=-(G'+j\omega C')\cdot U(x)}
وتسمى تلك المعادلات في الكتب «المعادلات المركبة للموصل».

## اقرأ أيضا
- كبل اتصالات بحري
- خط جهد عالي
- كبل الجهد العالي
- كابل قوى
- كابل (أحبال سلكية)
- تيار الجهد العالي المستمر
- كبل محوري (نقل . الإشارات)
- جهد بين الرجلين